# NGC 5454
NGC 5454 is een lensvormig sterrenstelsel in het sterrenbeeld Ossenhoeder. Het hemelobject werd op 21 april 1865 ontdekt door de Duits-Deense astronoom Heinrich Louis d'Arrest.

## Synoniemen
- UGC 8997
- MCG 3-36-42
- ZWG 103.64
- KCPG 412B
- PGC 50192